# Adalbert von Schleifras

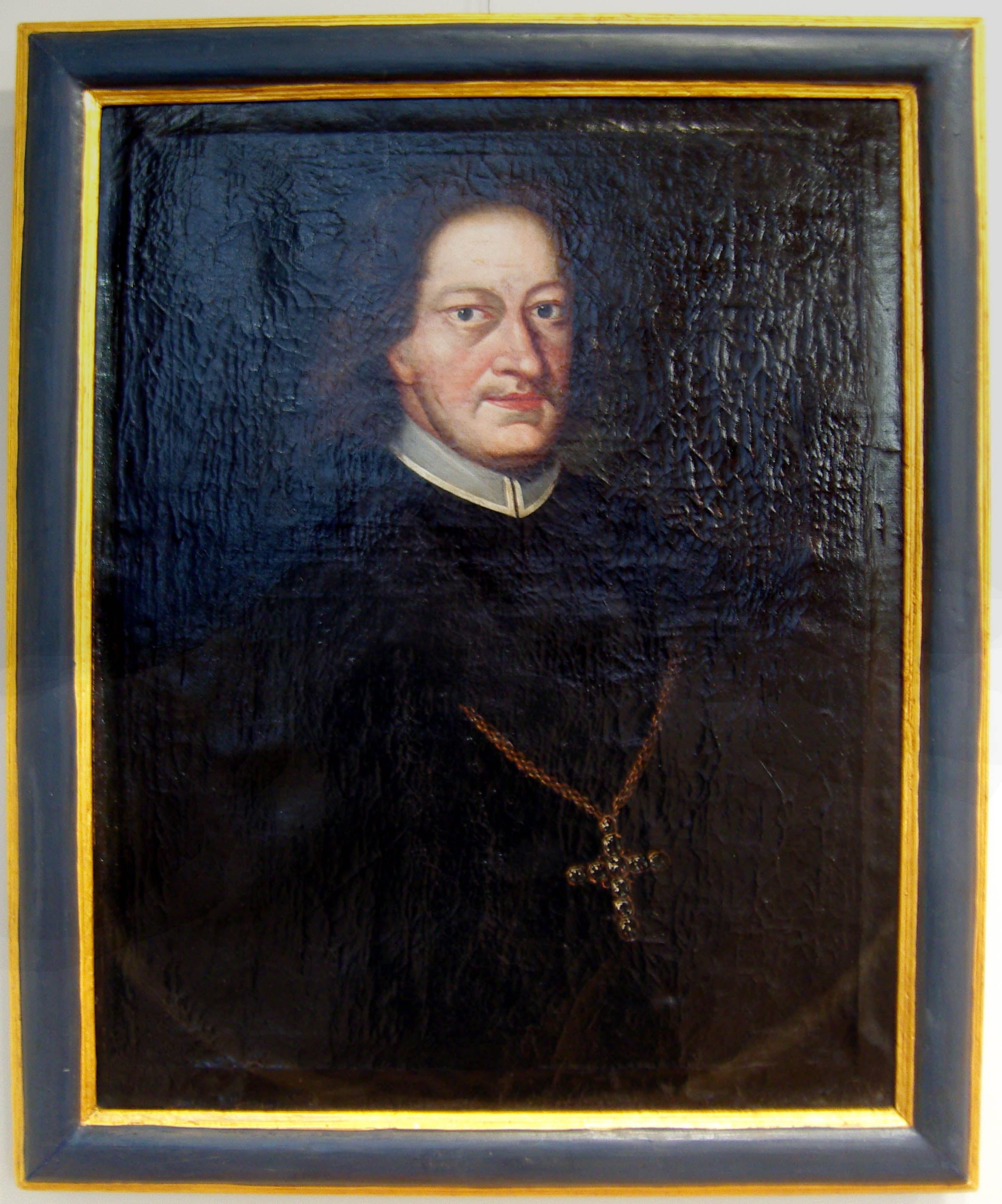
Porträt um 1700

Adalbert von Schleifras OSB (Taufname: Hermann Otto; auch von Schleiffras, * 18. Februar 1650 in Reichlos; † 6. Oktober 1714 in Fulda) war von 1682 bis 1683 Propst der Propstei Blankenau und von 1700 bis 1714 Fürstabt von Fulda. Während seiner Amtszeit förderte er in Fulda die barocke Baukunst und ließ als Hauptwerk den Fuldaer Dom errichten.

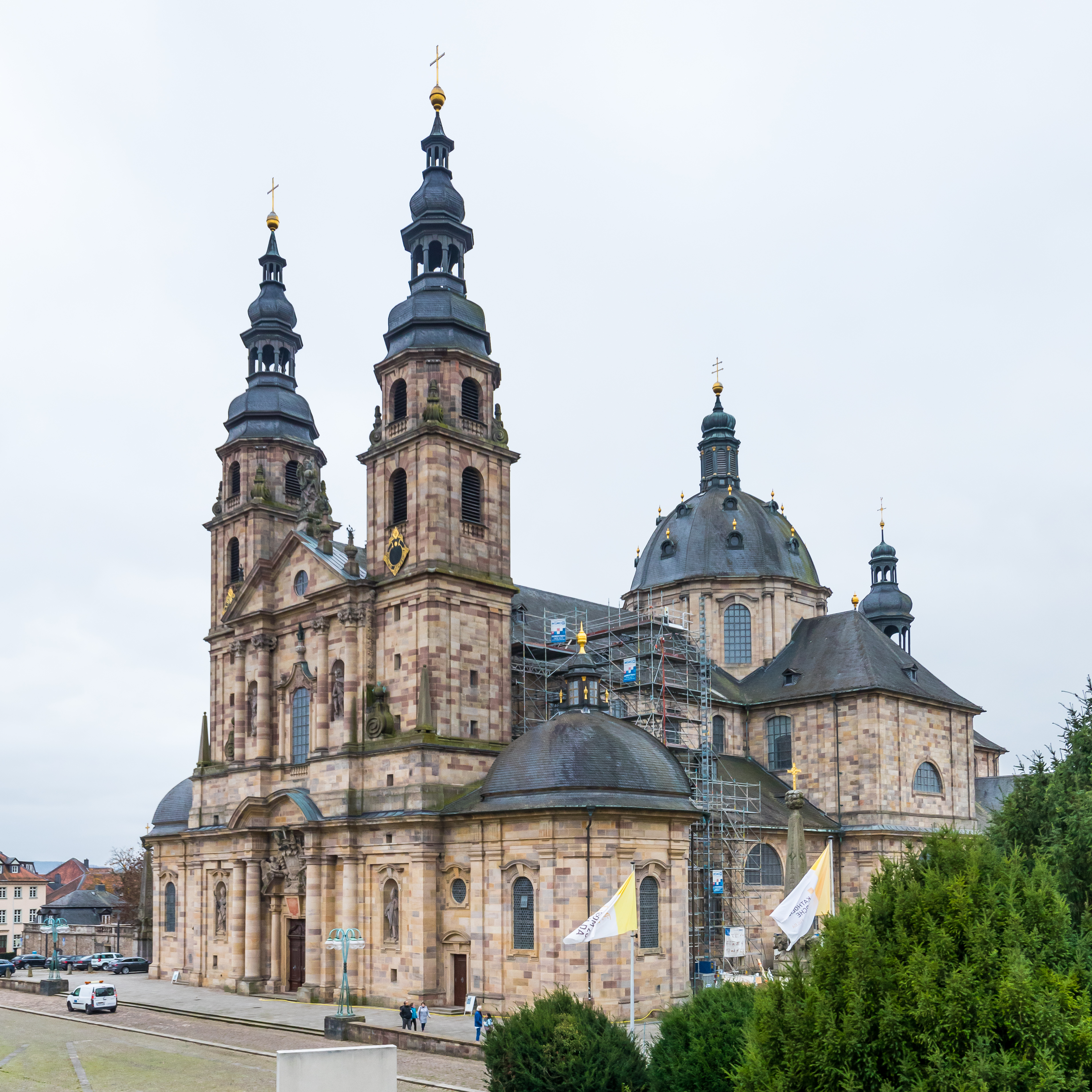
Dom St. Salvator zu Fulda

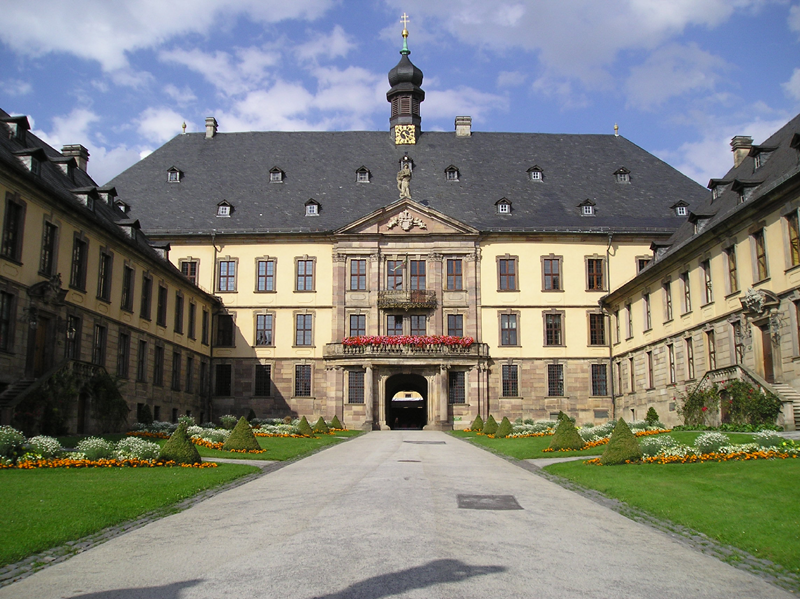
Haupteingang des Stadtschlosses zu Fulda

## Leben

### Familie
Adalbert war der älteste Sohn des Freiherrn Georg Lukas von Schleifras und dessen Gattin Maria Margareta, geb. von Rotzmann. Nach drei Tagen erfolgte die Taufe auf den Namen Hermann Otto in der evangelischen Kirche von Freiensteinau. Der Vater trat etwa 1657 in fuldischen Dienst und die gesamte Familie konvertierte daher zum katholischen Glauben. Adalberts Bruder war Johann Martin Ludwig von Schleifras, fuldischer Geheimrat, Oberforst- und Oberjägermeister und Oberamtmann zu Mackenzell; er ging nach des Bruders Tod nach Mainz, wo er kurmainzischer Truchsess wurde.

### Werdegang
Er verbrachte sein Noviziat im Fürststift Kempten und studierte in Ochsenhausen und Admont. Nach seiner Aufnahme in das Fuldaer Stiftskapitel 1678 wurde er zum Superior ernannt.
Am 1. Juli 1700 wurde er unter dem Namen Adalbert von Schleifras zum neuen Fürstabt von Fulda gewählt. Am 3. Januar 1701 erfolgte die päpstliche Bestätigung. Am 5. September 1702 bestätigte Kaiser Leopold dem Abt die Regalien und Privilegien des Stiftes.

### Wirken
Er gilt als der Bauherr des Fuldaer Doms und des Fuldaer Stadtschlosses sowie von Schloss Bieberstein in der Rhön.

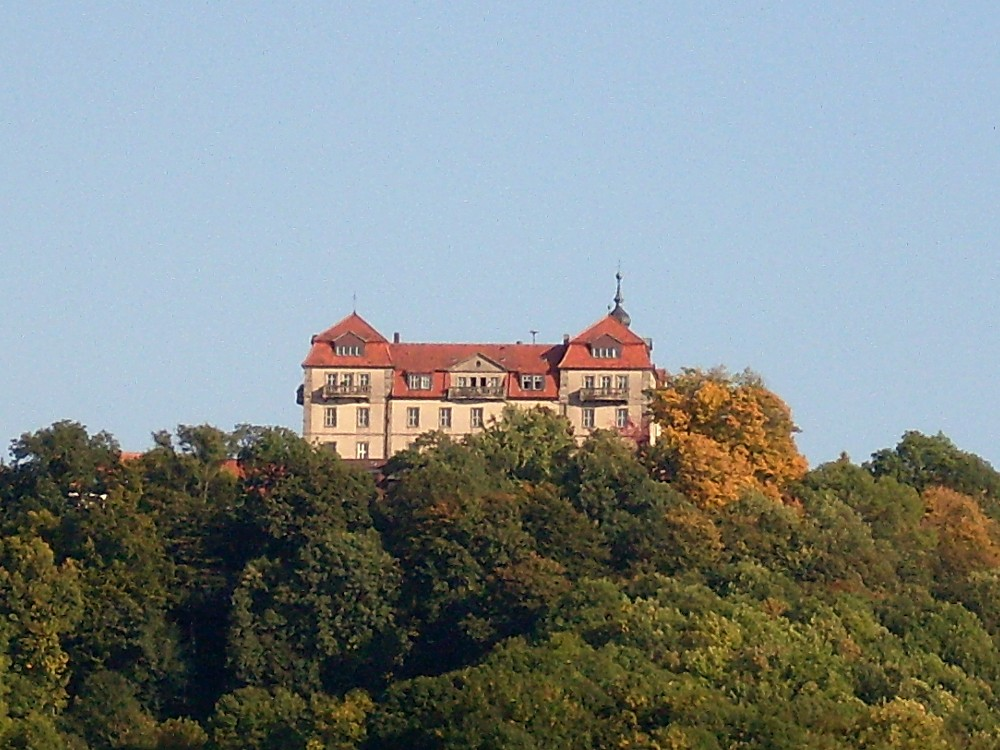
Schloss Bieberstein

Bei seiner Wahl hatte Abt Adalbert versprechen müssen, dass er sich um den baulichen Zustand der Stiftskirche – der Ratgar-Basilika – und deren bessere Ausstattung bemühen werde. Er konnte das Versprechen einhalten, da sein Vorgänger, Fürstabt Placidus von Droste, ihm ein wirtschaftlich saniertes Stift hinterließ. Mit Adalbert von Schleifras begann in Fulda eine Ära des neuen Kunstschaffens. Er ernannte Johann Dientzenhofer am 4. September 1700 zum fürstäbtlichen Stiftsbaumeister. Zugleich erhielt Dientzenhofer den Auftrag, an Stelle der alten romanischen Klosterkirche über dem Grab des Heiligen Bonifatius eine neue Stiftskirche zu bauen. Nach dem Abriss des Vorgängerbaus wurde der barocke Fuldaer Dom in den Jahren zwischen 1704 und 1712 errichtet.

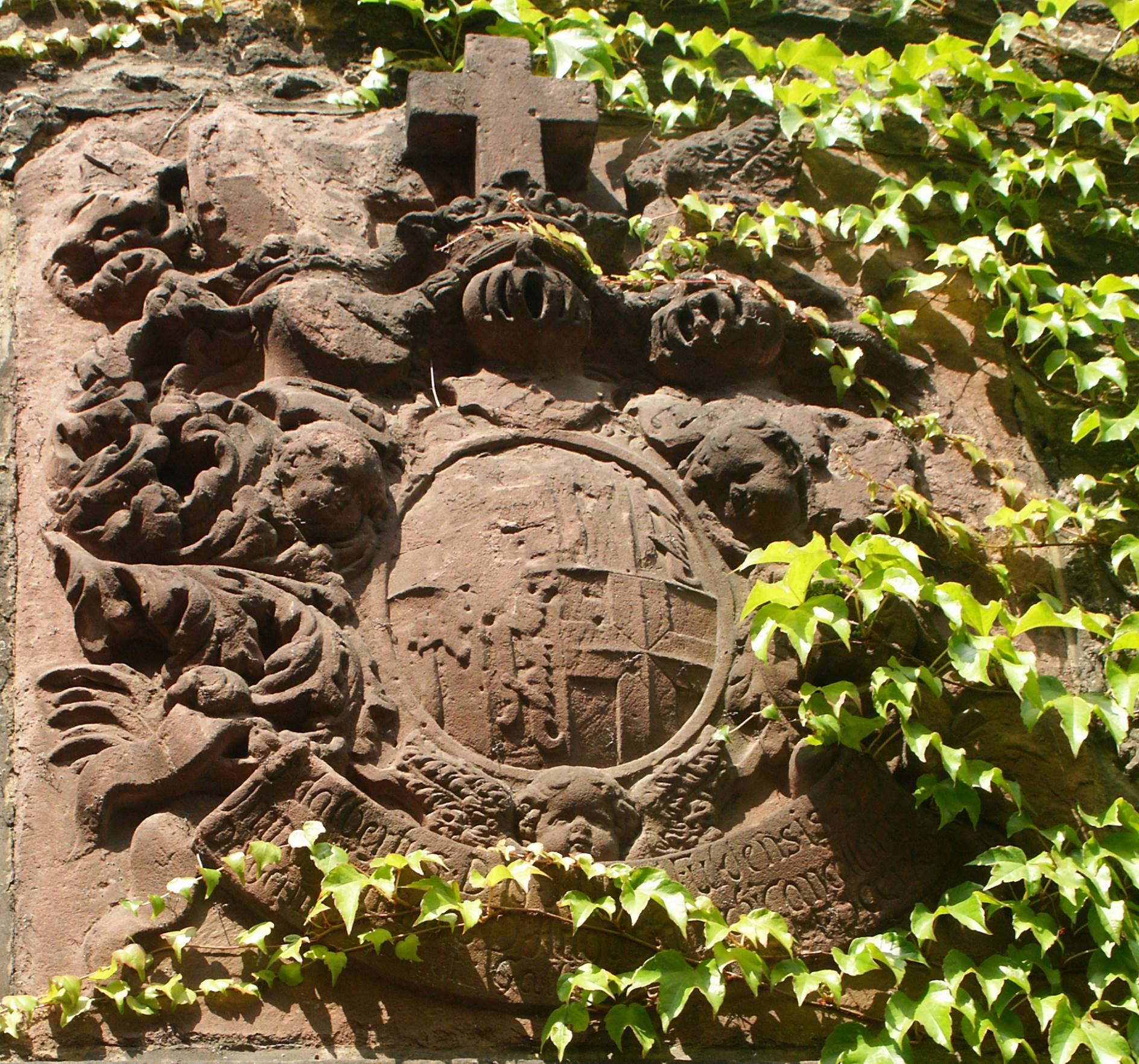
Wappen von Abt Adalbert I. von Schleifras auf Burg Fürsteneck. Übersetzung der Inschrift: „Adalbert, von Gottes Gnade Abt zu Fulda, des Hl. Römischen Reiches Fürst, der erhabenen Kaiserin Erzkanzler, Primas in Germanien und Gallien 1709“

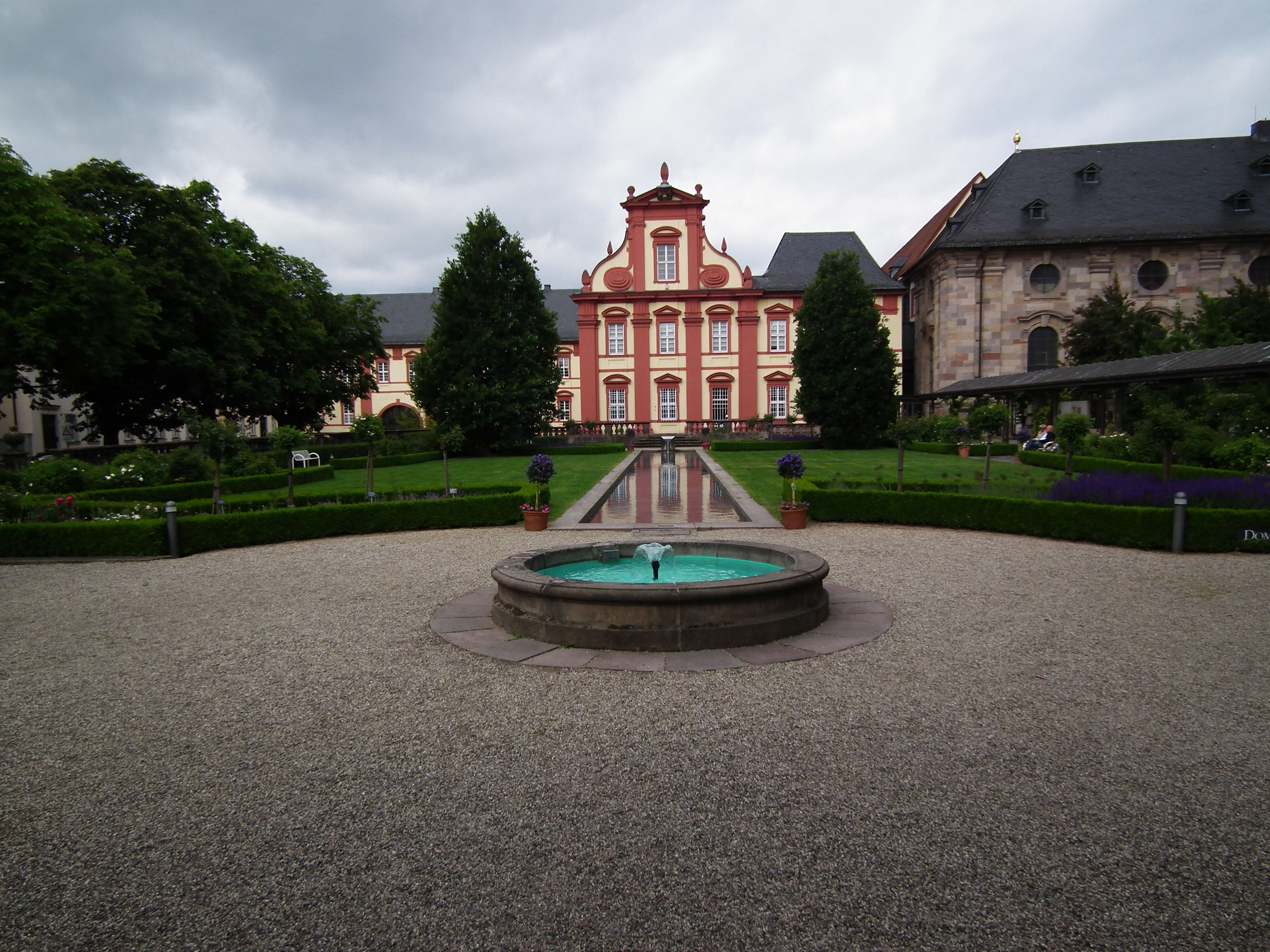
Palais des Stiftsdechanten

Unter Fürstabt Adalbert fand eine reiche sowie intensive kirchliche und profane Bautätigkeit statt. So wurde in den Jahren 1702 bis 1704 das neue Palais des Stiftsdechanten durch den Baumeister Antonius Peyer errichtet und eine neue Residenz des Abtes erbaut. Parallel wurden im Fuldaer Umland Kirchen, Kapellen und Klöster errichtet, die Burg Fürsteneck in Eiterfeld wieder aufgebaut und in den Jahren 1700 bis 1714 das Schloss Geisa durch Johann Dientzenhofer errichtet.
Das barocke Grabmal des Fürstabts befindet sich auf der linken Seite vor dem Hochaltar an den Vierungspfeilern im heutigen Dom zu Fulda. Es wurde von 1719 bis 1722 von Johann Heinrich Ernst Mockstatt aus Fulda angefertigt. Rechts vor dem Hochaltar befindet sich das Grabmal des Fürstabtes Adolf von Dalberg.